# Igor Kolodinski
Igor Gieorguievitch Kolodinski (en russe : Игорь Георгиевич Колодинский) est un joueur russe de volley-ball et de beach-volley né le 7 juillet 1983 à Magdebourg (République démocratique allemande). Il mesure 1,94 m et joue réceptionneur-attaquant.

## Biographie
Il est médaillé d'argent aux Championnats du monde de beach-volley en 2007 et médaillé de bronze aux Championnats d'Europe de beach-volley en 2008 avec Dmitri Barsouk.

## Clubs
| Club                    | De        | À         |
| ----------------------- | --------- | --------- |
| Lokomotiv Belgorod      | 2002-2003 | 2005-2006 |
| Dinamo Krasnodar        | 2008-2009 | 2008-2009 |
| Gazprom-Iourga Sourgout | 2009-2010 | 2009-2010 |
| Lokomotiv Belgorod      | 2011-2012 | 2011-2012 |
| Zenit Kazan             | 2012-2013 | 2012-2013 |
| Dinamo Moscou           | 2013-2014 | ...       |

## Palmarès
- Ligue des champions (2)
  - Vainqueur : 2003, 2004
- Championnat de Russie (3)
  - Vainqueur : 2003, 2004, 2005
  - Finaliste : 2006
- Coupe de Russie (3)
  - Vainqueur : 2003, 2005, 2012
- Supercoupe de Russie
  - Finaliste : 2013